# Antonia Parvanova
Antoniya Parvanova (en bulgare, Антония Първанова; née le 26 avril 1962 à Dobritch) est une femme politique bulgare du Mouvement national pour la stabilité et le progrès.
Elle devient députée européenne le 1er janvier 2007 lors de l'entrée de la Bulgarie dans l'Union européenne. Elle est réélue en 2009.